# Tjärstads landskommun
Tjärstads landskommun var en tidigare kommun i Östergötlands län.

## Administrativ historik
När 1862 års kommunalförordningar trädde i kraft inrättades i Sverige cirka 2 500 kommuner. Huvuddelen av dessa var landskommuner (baserade på den äldre sockenindelningen), vartill kom 89 städer och åtta köpingar. Då inrättades i Tjärstads socken i Kinda härad i Östergötland denna kommun.
Vid kommunreformen 1952 uppgick denna i Norra Kinda landskommun som 1974 uppgick i Kinda kommun.

## Politik

### Mandatfördelning i Tjärstads landskommun 1938-1946
| 13 | 5 | 3 | 4 |

| 23 |

| 13 | 5 | 4 | 3 |

| 22 |

| 9 | 5 | 4 | 2 |

| 20 |